# Tricasses
De Tricasses waren een Gallisch volk dat langs de Seine leefde in de huidige regio Champagne. Zij gaven hun naam aan Troyes, dat Augustobona genoemd werd tijdens de Romeinse periode en diende als de hoofdstad van de Tricasses. Administratief gezien behoorden ze tot Gallia Lugdunensis. Hun buren waren de Suessiones en de Remi in het noorden, de Leuci in het zuiden en de Senones in het westen.

## Etymologie
De naam Tricasses komt van het element cass- dat ook voorkomt in namen van andere volken en personen, bijvoorbeeld Veliocasses of Cassivellaunus. Het betekent mogelijk "brons", "tin" of "messing" of "aangenaam", "plezierig": Deze twee betekenissen gaan terug op verschillende interpretaties van de naam Cassiteriet. Het prefix tri- wordt ook aangetroffen in Trigaranus, met de betekenis van "drie".
Gallia Cisalpina:
Anares · Beluni · Boii · Carni · Caturiges · Cenomani · Ceutrones · Insubres · Lepontii · Libici · Lingones · Nerusi · Salassi · Segusani · Suetri · Taurini · Vedianti

Gallia Transalpina:
Aedui · Albici · Allobroges · Ambarri · Ambiani · Andecavi · Arecomici · Atrebati · Aulerci Cenomani · Aulerci Diablintes · Aulerci Eburovices · Arverni · Baiocasses · Bellovaci · Bituriges Cubi · Bituriges Vivisci · Cadurci · Caleti · Carnutes · Catalauni · Caturiges · Cavares · Cenomani · Centrones · Cetrones · Commoni · Condrusi · Coriosolitae · Durocasses · Eciates · Eleuteti · Gabali · Garocelli · Geidumni · Grudii · Helvetii · Helvii · Lemovices · Leuci · Levaci · Lexovii · Lingones · Mandubii · Mediomatrici · Medulli · Menapii · Morini · Namnetes · Nantuates · Nerviërs · Nitiobriges · Osismii · Parisii · Petrocorii · Pictones · Pleumoxii · Redones · Remi · Ruteni · Salluviërs · Santones · Segni · Segovellauni · Segusiavi · Senones · Sequani · Silvanectes · Sordones · Suessiones · Tectosages · Tigurini ·  Tougener · Treveri · Tricasses · Tricastini · Turones ·  Veliocasses · Vellavi · Venelli · Veneti · Viducasses · Viromandui · Vocontii · Volcae Arecomici · Volcae Tectosages · Vivisci